# ニポポ

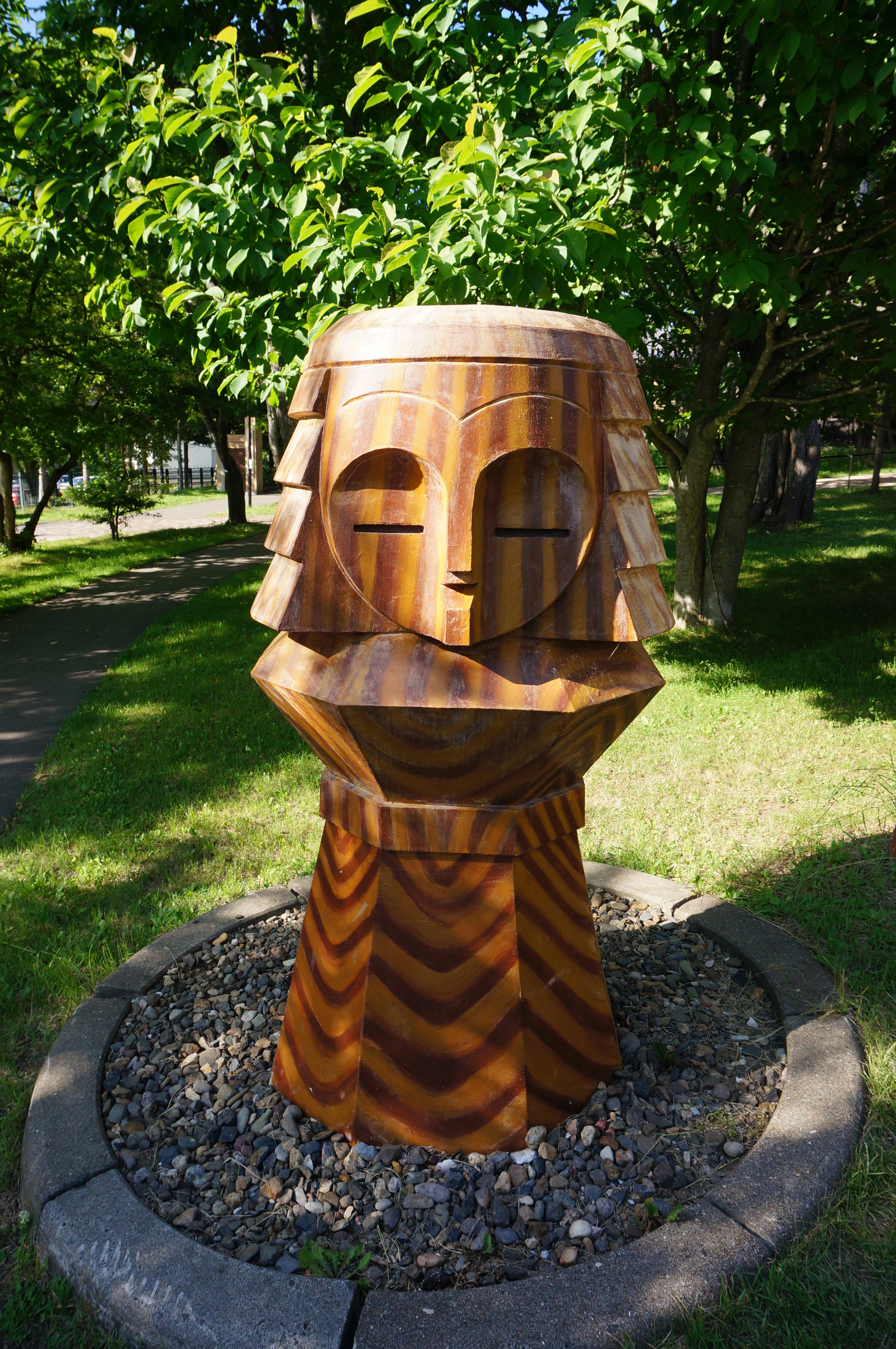
ニポポを模したオブジェ

ニポポとは、北海道網走市の郷土玩具・民芸品。エンジュ材の木目を生かした八角形の胴をもつ一刀彫り無彩色の素朴な人形で、こけしのような形状をしている。「アイヌこけし」あるいは「網走こけし」とでも呼べるもので、7センチくらいのものから50センチくらいの大型まで10種類ほどが販売されている。

## 概要

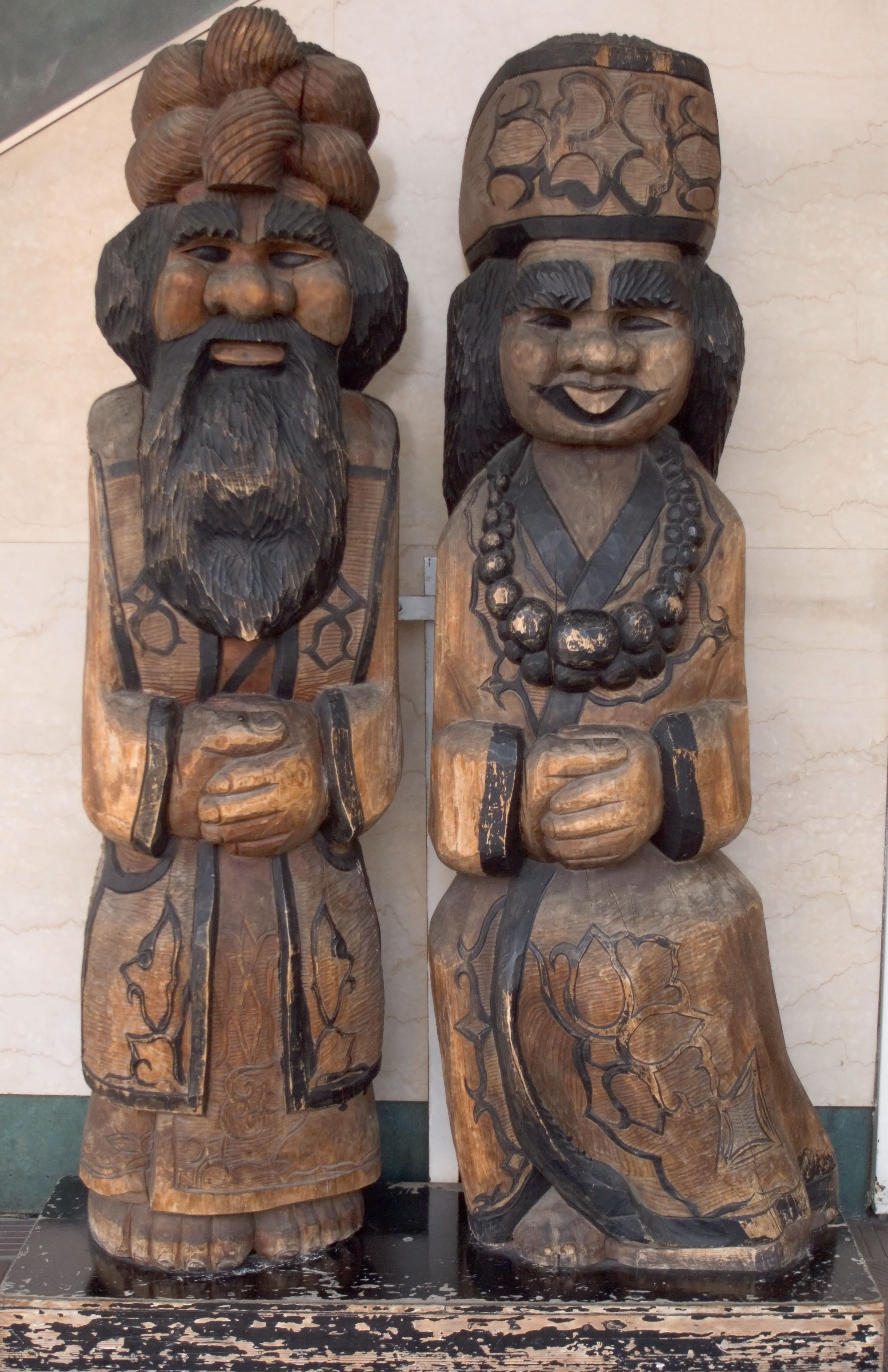
旭川駅前のニポポ

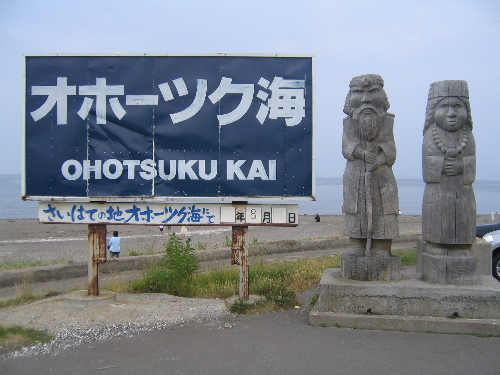

願をかけると必ずかなえてくれるというアイヌの神様が原型で、ニポポの名称はアイヌ語で「小さな木の人形」あるいは「木の小さな子」を意味する。狩や漁の前に祈りをささげ、収穫の際は飾り物を掛けて感謝を表したという。捕らえた動物を料理する際は、まずニポポの口に供えるという風習もあった。
日本郷土玩具の会発行の雑誌『竹とんぼⅡ-28号』によれば、朝鮮戦争後の不景気にあたり、網走刑務所の受刑者の作業確保のために生み出された民芸品である。当時網走刑務所の篤志面接委員を務めていた米村喜男衛（網走市立郷土博物館館長・考古学者）が樺太アイヌのマスコットだったアイヌニポポにヒントを得、これを元樺太新聞の高山長兵衛がデザインに起こし、彫刻家谷口百馬が彫った原型を改良して、翌1955年（昭和30年）に試作に至ったという。
以来、刑務所作業の製品として受刑者によって作られており、人形の裏に「網走刑務所」の焼印が押されている。昭和30年の最初の試作品は網走市立郷土博物館に展示されており、その原型となった樺太アイヌのアイヌニポポは北海道立北方民族博物館で目にすることが出来る。また、網走市内では、電話ボックスや街灯などニポポの意匠を施した公共物やモニュメントがいくつも見られる。
ほかにオロッコ族＝ウィルタが幸をもたらすとして信仰した偶像を木彫りの郷土玩具に製作したセワポロロというものもあり、こちらはニポポより原始的な形をしている。
なお、「ニポポ」の名称は商標登録されている。